# Procrimima
Procrimima este un gen de insecte lepidoptere din familia Arctiidae.

Cladograma conform Catalogue of Life:
| Procrimima | \| \| Procrimima procris \| \| \| \| \| \| Procrimima viridis \| \| \| \| |
|            | \| \| Procrimima procris \| \| \| \| \| \| Procrimima viridis \| \| \| \| |
|            | Procrimima procris                                                        |
|            |                                                                           |
|            | Procrimima viridis                                                        |
|            |                                                                           |